# جیمی مک‌دوگل
جیمی مک‌دوگل (انگلیسی: Jimmy McDougall; ۲۳ ژانویهٔ ۱۹۰۴ – ۱ ژانویهٔ ۱۹۸۴) بازیکن فوتبال اهل بریتانیا بود.
از باشگاه‌هایی که در آن بازی کرده‌است می‌توان به باشگاه فوتبال لیورپول اشاره کرد.